# Ochrodota affinis
Ochrodota affinis là một loài bướm đêm thuộc phân họ Arctiinae, họ Erebidae.